# Calawah River
Der Calawah River ist ein Fluss im Clallam County auf der Olympic-Halbinsel im US-Bundesstaat Washington. Der 50 Kilometer lange Calawah River besteht aus zwei Armen, welche bei Forks zusammenfließen.
Der südliche Arm entspringt an den südlichen Hängen der Rugged Ridge, einem Ausläufer der Olympic Mountains und fließt westwärts über zahlreiche Stromschnellen durch den Hoh-Regenwald. Sein bedeutendster Zufluss ist der Sitkum River, der von Bächen von der Nordseite der Rugged Ridge gespeist wird.
Der nördliche Arm wird durch zahlreiche Quellbäche gespeist und fließt südwestlich durch den Olympic National Forest, bis die beiden Arme etwa acht Kilometer östlich von Forks zusammen fließen. Etwa fünf Kilometer westlich von Forks mündet der Calawah in den Bogachiel River, welcher wiederum in den Quillayute River mündet.
Der Name Calawah kommt aus der Sprache der Quileute und bedeutet „mittlerer Fluss“, was sich auf die Lage des Flusses zwischen Sol Duc und Bogachiel bezieht.